# Pascal Kochem
Pascal Kochem (ur. 27 sierpnia 1986 w Bad Soden) – niemiecki kierowca wyścigowy.

## Kariera
Kochem rozpoczął karierę w wyścigach samochodowych w 2002 roku, od startów w Formule König, gdzie był czwarty. W późniejszych latach startował w Formule Renault 2.0, Niemieckiej Formule 3, Formule Renault 3.5 oraz w Niemieckim Pucharze Porsche Carrera. W Formule Renault 2.0 najlepiej spisywał się w sezonie 2004. Wtedy to zajął czwarte miejsca w klasyfikacji generalnej Europejskiego Pucharu Formuły Renault 2.0 oraz Niemieckiej Formuły Renault. W edycji zimowej Amerykańskiej Formuły Renault był piąty. W 2005 roku w Recaro Formel 3 Cup został sklasyfikowany na czwartej pozycji. W prestiżowej Formule Renault 3.5 wystartował w 2006 roku, jednak nie zdobywał punktów.

## Statystyki
| Sezon | Seria                                         | Zespół            | Wyścigi | Zwycięstwa | PP | NO | Podium | Punkty | Pozycja |
| ----- | --------------------------------------------- | ----------------- | ------- | ---------- | -- | -- | ------ | ------ | ------- |
| 2002  | Formuła König                                 |                   | 14      | 4          |    | 2  | 6      | 232    | 4       |
| 2003  | Niemiecka Formuła Renault                     | Jenzer Motorsport | 14      | 1          | 0  | 1  | 4      | 144    | 8       |
| 2003  | Europejski Puchar Formuły Renault 2.0         | Jenzer Motorsport | 8       | 0          | 0  | 1  | 1      | 24     | 13      |
| 2003  | Włoska Formuła Renault                        | Jenzer Motorsport | 2       | 0          | 1  | 0  | 0      | 3      | 25      |
| 2004  | Niemiecka Formuła Renault                     | Jenzer Motorsport | 14      | 4          | 5  | 3  | 6      | 208    | 4       |
| 2004  | Europejski Puchar Formuły Renault 2.0         | Jenzer Motorsport | 17      | 1          | 2  | 4  | 5      | 202    | 4       |
| 2004  | Amerykańska Formuła Renault (edycja zimowa)   |                   | 5       | 1          | 0  |    | 2      | 85     | 5       |
| 2005  | Recaro Formel 3 Cup                           | Team Firstair     | 16      | 0          | 2  | 0  | 8      | 79     | 4       |
| 2006  | Formuła Renault 3.5                           | EuroInternational | 2       | 0          | 0  | 0  | 0      | 0      | 34      |
| 2007  | Niemiecki Puchar Porsche Carrera              | Eichin Racing     | 9       | 0          | 0  | 0  | 0      | 29     | 16      |
| 2007  | Europejski Puchar Formuły Renault 2.0         | Omicron Racing    | 4       | 0          | 0  | 0  | 0      | 0      | NS      |
| 2007  | Północnoeuropejski Puchar Formuły Renault 2.0 | Omicron Racing    | 2       | 0          | 0  | 0  | 0      | 26     | 35      |
| 2008  | Niemiecki Puchar Porsche Carrera              | Eichin Racing     | 4       | 0          | 0  | 0  | 0      | 13     | 20      |

## Wyniki w Formule Renault 3.5
| Legenda oznaczeń w tabelach wyników Wyświetl szablon na nowej stronie | Legenda oznaczeń w tabelach wyników Wyświetl szablon na nowej stronie                                                                     |
| Oznaczenie                                                            | Wyjaśnienie |
| --------------------------------------------------------------------- | --- |
| Złoty                                                                 | Zwycięzca lub mistrzostwo |
| Srebrny                                                               | 2. miejsce lub wicemistrzostwo |
| Brązowy                                                               | 3. miejsce lub II wicemistrzostwo |
| Zielony                                                               | Ukończył, punktował (w klasyfikacji generalnej, gdy zdobył co najmniej jeden punkt na przestrzeni sezonu, poza trzema powyższymi opcjami) |
| Niebieski                                                             | Ukończył, nie punktował (w klasyfikacji generalnej, gdy nie zdobył co najmniej jednego punktu na przestrzeni sezonu)                      |
| Czerwony                                                              | Nie zakwalifikował się (NZ) |
| Czerwony                                                              | Nie prekwalifikował się (NPK) |
| Różowy                                                                | Nie ukończył (NU) |
| Różowy                                                                | Niesklasyfikowany (NS) (w klasyfikacji generalnej, gdy nie został sklasyfikowany w żadnym wyścigu sezonu)                                 |
| Czarny                                                                | Zdyskwalifikowany (DK) |
| Czarny                                                                | Wykluczony (WYK/EX) |
| Biały                                                                 | Nie wystartował (NW) |
| Biały                                                                 | Kontuzjowany (K/INJ) |
| Biały                                                                 | Wyścig odwołany (OD/C) |
| Bez koloru                                                            | Został wycofany (WYC/WD) |
| Bez koloru                                                            | Nie przybył (NP/DNA) |
| Bez koloru                                                            | Nie brał udziału w treningach (NT/DNP) |
| Bez koloru                                                            | Nie został zgłoszony (–) |
| Pogrubienie                                                           | Start z pole position |
| Kursywa                                                               | Najszybsze okrążenie wyścigu |
| †                                                                     | Nie ukończył, ale jego rezultat został zaliczony ze względu na przejechanie więcej niż 90% dystansu wyścigu.                              |
| *                                                                     | Sezon w trakcie |
| 1/2/3                                                                 | Punktowana pozycja w sprincie kwalifikacyjnym                                                                                             |
| Lista systemów punktacji Formuły 1                                    | |

| Rok  | Zespół            | Wyniki w poszczególnych eliminacjach | Wyniki w poszczególnych eliminacjach | Wyniki w poszczególnych eliminacjach | Wyniki w poszczególnych eliminacjach | Wyniki w poszczególnych eliminacjach | Wyniki w poszczególnych eliminacjach | Wyniki w poszczególnych eliminacjach | Wyniki w poszczególnych eliminacjach | Wyniki w poszczególnych eliminacjach | Wyniki w poszczególnych eliminacjach | Wyniki w poszczególnych eliminacjach | Wyniki w poszczególnych eliminacjach | Wyniki w poszczególnych eliminacjach | Wyniki w poszczególnych eliminacjach | Wyniki w poszczególnych eliminacjach | Wyniki w poszczególnych eliminacjach | Wyniki w poszczególnych eliminacjach | Punkty | Pozycja |
| ---- | ----------------- | ------------------------------------ | ------------------------------------ | ------------------------------------ | ------------------------------------ | ------------------------------------ | ------------------------------------ | ------------------------------------ | ------------------------------------ | ------------------------------------ | ------------------------------------ | ------------------------------------ | ------------------------------------ | ------------------------------------ | ------------------------------------ | ------------------------------------ | ------------------------------------ | ------------------------------------ | ------ | ------- |
| 2006 | EuroInternational | ZOL                                  | ZOL                                  | MON                                  | TUR                                  | TUR                                  | ITA                                  | ITA                                  | SFR                                  | SFR                                  | DEU                                  | DEU                                  | GBR                                  | GBR                                  | FRA                                  | FRA                                  | ESP                                  | ESP                                  | 0      | 34      |
| 2006 | EuroInternational | 12                                   | 11                                   | -                                    | -                                    | -                                    | -                                    | -                                    | -                                    | -                                    | -                                    | -                                    | -                                    | -                                    | -                                    | -                                    | -                                    | -                                    | 0      | 34      |